# Peter Sandvang
Peter Sandvang (* 24. Juni 1968 in Hillerød) ist ein ehemaliger Triathlet aus Dänemark.

## Werdegang
1997 wurde er Europameister auf der Triathlon-Langdistanz.
Er war drei Jahre in Folge Triathlon-Weltmeister auf der ITU-Langdistanz (1999, 2000 und 2001) und konnte in seiner Zeit als Triathlon-Profi zwei Ironman-Siege erreichen (1998, 2002).
Sandvang beendete im Jahr 2003 seine aktive Karriere und lebt in seinem Geburtsort Hillerød.

## Sportliche Erfolge
| Datum/Jahr    | Rang | Wettbewerb                           | Austragungsort | Zeit     | Bemerkung                                       |
| ------------- | ---- | ------------------------------------ | -------------- | -------- | ----------------------------------------------- |
| 5. Mai 2002   | 3    | St. Croix Triathlon                  | Saint Croix    |          |                                                 |
| 2001          | 2    | St. Croix Triathlon                  | St. Croix      |          |                                                 |
| 2000          | 3    | St. Croix Triathlon                  | St. Croix      |          |                                                 |
| 1999          | 2    | St. Croix Triathlon                  | St. Croix      |          |                                                 |
| 1998          | 2    | St. Croix Triathlon                  | St. Croix      |          |                                                 |
| 1995          | 27   | ETU Triathlon European Championships | Stockholm      | 01:50:58 | Europameisterschaft auf der olympischen Distanz |
| 22. Aug. 1993 | 30   | ITU Triathlon World Championships    | Manchester     | 01:57:02 |                                                 |

| Datum/Jahr    | Rang | Wettbewerb                                         | Austragungsort    | Zeit     | Bemerkung |
| ------------- | ---- | -------------------------------------------------- | ----------------- | -------- | --- |
| 19. Okt. 2002 | DNF  | Ironman Hawaii                                     | Hawaii            | –        | |
| 22. Sep. 2002 | 9    | ITU Long Distance Triathlon World Championships    | Nizza             | 06:29:58 | Die WM auf der Langdistanz wurde 2002 im Rahmen des Triathlon International de Nice ausgetragen.                  |
| 25. Mai 2002  | 1    | Ironman Lanzarote                                  | Puerto del Carmen | 08:48:44 | |
| 2001          | 2    | Ironman New Zealand                                | Taupō             | 08:25:49 | Sandvang landet auf dem zweiten Rang hinter dem Neuseeländer Cameron Brown.                                       |
| 6. Okt. 2001  | DNF  | Ironman Hawaii                                     | Hawaii            | –        | |
| 5. Aug. 2001  | 1    | ITU Long Distance Triathlon World Championships    | Fredericia        | 08:24:17 | Neben Lisbeth Kristensen bei den Frauen sicherte sich Sandvang hier in den Weltmeister-Titel auf der Langdistanz. |
| 18. Juni 2000 | 1    | ITU Long Distance Triathlon World Championships    | Nizza             | 06:22:00 | Sieg und Weltmeister-Titel beim Triathlon International de Nice                                                   |
| 23. Okt. 1999 | 10   | Ironman Hawaii                                     | Hawaii            | 08:39:20 | |
| 11. Juli 1999 | 1    | ITU Long Distance Triathlon World Championships    | Säter             | 05:44:04 | Triathlon-Weltmeister auf der Langdistanz                                                                         |
| 1. Okt. 1998  | 12   | Ironman Hawaii                                     | Hawaii            | 08:56:41 | |
| 5. Sep. 1998  | 3    | ITU Long Distance Triathlon World Championships    | Sado              | 05:52:33 | |
| 1998          | 1    | Ironman New Zealand                                | Auckland          | 08:46:01 | |
| 2. Aug. 1997  | 1    | ETU Long Distance Triathlon European Championships | Fredericia        |          | |
| 8. Juni 1997  | 4    | ITU Long Distance Triathlon World Championships    | Nizza             | 05:43:08 | 1997 wurde die Weltmeisterschaft im Zuge des Triathlon International de Nice ausgetragen.                         |
| 1996          | 6    | ITU Long Distance Triathlon World Championships    | Muncie            | 03:50:34 | |
| 7. Okt. 1995  | DNF  | Ironman Hawaii                                     | Hawaii            | –        | |

(DNF – Did Not Finish)